# تشلسي ديفيس
تشلسي ديفيس (بالإنجليزية: Chelsea Davis)‏ هي لاعبة جمباز فني أمريكية، ولدت في 2 نوفمبر 1992 في أوستن في الولايات المتحدة.

## وصلات خارجية
- تشلسي ديفيس على موقع الاتحاد الدولي للجمباز (biography) (الإنجليزية)
- تشلسي ديفيس على موقع الاتحاد الأمريكي للجمباز (الإنجليزية)